# Ancylorhynchus minus
Ancylorhynchus minus là một loài ruồi trong họ Asilidae. Ancylorhynchus minus được Shi miêu tả năm 1995. Loài này phân bố ở vùng Cổ Bắc giới và châu Á.